# Sporochnales
Ordre
Les Sporochnales sont un ordre d'algues brunes de la classe des Phaeophyceae.

## Liste des familles
Selon AlgaeBase (19 août 2017), ITIS (19 août 2017) et World Register of Marine Species (19 août 2017) :
- famille des Sporochnaceae Greville, 1830